# مجتبی شبان
مجتبی شبان زاده ۲۷ اسفند ۱۳۶۵ والیبالیست ایرانی است.
شبان والیبال را سال ۱۳۸۰ و در شهر خودش سمنان شروع کرده و بعد از ۲ سال راهی تهران شده و ۶ سال به عضویت پیکان درآمد. او یک سال هم به خاطر خدمت سربازی اش به استیل آذین پیوست. او از سال۱۳۸۷ عضو تیم ملی نوجوانان بوده و مدتی هم کاپیتانی تیم ملی جوانان را هم در کارنامه‌اش دارد. او برای مسابقات آسیای گوآنجو به تیم ملی والیبال بزرگسالان ایران هم دعوت شد.
او مدتی هم به گیتی پسند پیوسته بود. شبان بعد از حضور چند ساله در پیکان در سال ۱۳۹۳ به سایپا پیوست.
وی در مسابقات والیبال قهرمانی زیر ۱۹ سال پسران جهان در سال ۲۰۰۷ در مکزیک به همراه تیم ملی والیبال نوجوانان ایران به مقام قهرمانی جهان رسید و نخستین مدال طلای ورزش ایران در رشته‌های تیمی در دنیا را کسب کرد.

## افتخارات
- قهرمانی نوجوانان جهان در مکزیک
- قهرمانی نوجوانان آسیا در مالزی
- قهرمانی جوانان آسیا در تهران
- قهرمانی باشگاه‌های آسیا در چین سال ۱۳۸۹
- قهرمانب جام شیخ راشد امارات
- قهرمانب جام ریاست جمهوری قزاقستان
- ۵ دوره قهرمانی لیگ برتر ایران با پیکان و مقام چهارم باشگاه‌های جهان در قطر
- امتیازآورترین بازیکن نوجوانان آسیا
- بهترین دریافت کننده جوانان آسیا
- جزو بهترین‌های لیگ برتر ایران ۱۳۸۸